# Турецька Вікіпедія
Турецька Вікіпедія (тур. Türkçe Vikipedi) — розділ Вікіпедії турецькою мовою. Створена у грудні 2002 року, нині це 30-та Вікіпедія за кількістю статей (у списку Вікіпедій розташована між малайською Вікіпедією та баскійською Вікіпедією).
Належить до Вікіпедій з числом редагувань понад 15 мільйонів, що забезпечує їй високий показник «глибини» (англ. depth). Турецька Вікіпедія є також однією з провідних за кількістю користувачів — понад 600 тисяч.
Турецька Вікіпедія станом на 26 березня 2025 року містить 631 446 статей, 1 651 339 зареєстрованих користувачів, 2604 активних дописувачів, 23 адміністраторів
. Загальна кількість сторінок в турецькій Вікіпедії — 3 294 736, редагувань — 35 088 095, завантажених файлів — 42 942
. Глибина (рівень розвитку мовного розділу) турецької Вікіпедії велика і становить 189.5 пунктів
.

## Нагороди
У листопаді 2006 року Турецька Вікіпедія номінувалася, а в січні 2007 завоювала приз Алтин Орумчек (тур. Altın Örümcek) — премії в розділі «Наука».

## Динаміка збільшення кількості статей
- грудень 2002 року — проєкт запущений
- 3 лютого 2008 — 100 000 статей
- 9 грудня 2012 — 200 000 статей
- 13 жовтня 2017 — 300 000 статей
- 27 квітня 2021 — 400 000 статей

## Блокування
29 квітня 2017 року, після референдуму, щодо розширення прав чинного президента Ердогана, влада Туреччини розпочала блокування майже всіх мовних розділів Вікіпедії, зокрема турецької. Таким чином, Туреччина приєдналась до китайського уряду, ставши другою країною, що повністю блокує доступ до Вікіпедії. Це значно сповільнило зростання турецької Вікіпедії. У січні 2020 року турецьку Вікіпедію було розблоковано.